# Adolf Schemel
Adolf Schemel (* 30. Juni 1880 in Salzburg; † 27. Juni 1961 ebenda) war der erste Landeshauptmann Salzburgs nach dem Zweiten Weltkrieg und ein Politiker der ÖVP. 

## Leben
Der Sohn des k.k. Majors August Schemel von Kühnritt war als promovierter Jurist seit 1903 Bediensteter der Salzburger Landesregierung. Im Jahr 1934 wurde er Landeshauptmann-Stellvertreter, Landesfinanzreferent und Mitglied des Länderrates. Nach dem deutschen Einmarsch 1938 wurde er seiner Ämter enthoben. Während der NS-Herrschaft war Schemel sieben Monate in Haft.
Nach dem Zweiten Weltkrieg wurde Schemel in einer Eingabe von Vertretern der Parteien SPÖ, KPÖ und der ehemaligen Christsozialen an die amerikanische Besatzungsmacht als Landeshauptmann von Salzburg vorgeschlagen. Am 23. Mai 1945 wurde er offiziell in diesem Amt bestätigt und blieb bis zum Zusammentritt des ersten gewählten Landtags zum Jahresende 1945 im Amt. Danach fungierte er bis 1949 als Landeshauptmann-Stellvertreter. Nach seinem Tod 1961 wurde er auf dem Salzburger Kommunalfriedhof beerdigt. 
Er war Ehrenmitglied der K.ö.St.V. Almgau Salzburg im MKV (ab 1925) und der K.Ö.St.V. Austria Wien im ÖCV.